# 사카키바라 요시코
사카키바라 요시코(일본어: 榊原 良子 さかきばら よしこ[*], 1956년 5월 31일 ~ )는 일본의 여성 성우, 나레이터이며 현재는 프리랜서이다. 지바현 가시와시 출신이다.

## 출연
굵은 글씨는 메인캐릭터。
1980년
- 베르사이유의 장미 (하녀)

1981년
- 시끌별 녀석들 (여러 단역)
- 육신합체 갓마즈 (플로네)

1982년
- 명랑 개구리 뽕키치
- 스페이스 코브라 (아마로이드 레이디)

1983년
- 과연 사루토비 (싯푸, 후유코)
- 미래경찰 우라시맨 (죠세핀느 캐츠버그)
- 캣츠♥아이 (아사타니 미츠코)

1984년
- 유리가면
- 갓마징가 (아이라 무)
- 대자연의 마수 바기 (여자)
- 초력로보 가랏트 (どすこい姉妹)
- 잘부탁해 메카독 (아사미)

1985년
- 기동전사 Z건담 (하만 칸, 마우아 파라오)
- 더티 페어 (필)
- 소공녀 세라 (베키의 어머니)

1986년
- 우주선 사지타리우스 (파라노아, 헬렌 트로얀니)
- 기동전사 ZZ건담 (하만 칸)
- 메존일각 (아야코)

1987년
- 에스퍼 마미 (사쿠라 나오코)
- 변덕쟁이 오렌지 로드 (마도카의 어머니, 치과의사)
- 신 메이플 타운 이야기 팜 타운 편 (제시카)
- 레이디 레이디!! (브라이튼 부인)

1988년
- 소공자 세디 (하리스 부인)
- 시티헌터2 (타치키 사유리)

1989년
- 아이돌전설 에리코 (아사기리 요코)
- 기동경찰 패트레이버 (나구모 시노부)
- 해치의 모험 (여왕)
- 날아라 호빵맨 (철화의 마키쨩)

1990년
- 아이돌천사 어서와요 요코 (마츠시마 케이코)
- 푸른 망아지 브링크 (渡し守)
- 키다리 아저씨 (해터슨 부인)

1991년
- 즐거운 무밍의 집 (엘렌)
- 캡틴 플래닛 - 닥터 브라이트
- 트랩 일가 이야기 - 시스터 로라

1994년
- BLUE SEED（1994년 - 1995년、마쓰시마 케이코）

1995년
- 환상게임 - 쇼우카
- 미소녀 전사 세일러 문 시리즈 SuperS （1995년 - 1996년、네헤레니아)

1996년
- 아이들의 장난감 （미쉘 해밀턴)
- 천공의 에스카플로네 （발리에 파넬)
- 체포하겠어（키노시타 카오루코)

1998년
- 프린세스 나인 키사라기 여고 야구부（히무로 케이코)
- 마법의 스테이지 팬시 라라（시노하라 마미코)
- 명탐정 코난（츠쿠모 카즈미)

1999년
- 주간 스토리 랜드 계절을 벗어난 크리스마스（어머니)

2000년
- 기브리즈 (유카리님)

2001년
- HELLSING（인테그랄 페어브룩 윈게이츠 헬싱)
- Z.O.E Dolores,i（레이첼 링크스)

2002년
- 천지무용! GXP（마사키 미사키)

2003년
- SPACE PIRATE CAPTAIN HERLOCK（달의 여왕)
- 크로노 크루세이드（케이트 수녀)

2004년
- 공각기동대 S.A.G 2nd GIG （카야부키 요코)

2005년
- 기동신선조 불타라 검（오료)
- 타이드라인 블루（아오이)

2007년
- 케로로 중사(니시자와 오카)

2009년
- 이누야샤 완결편 (셋쇼마루의 어머니)
- 키디 걸랜드 (아니스)

2010년
- 학원묵시록 HIGHSCHOOL OF THE DEAD (타카기 유리코)
- COBRA THE ANIMATION (아머로이드 레이디)

2011년
- X-MEN (사사키 유이)
- 일상 (오일)

2012년
- 신세계에서 (아사히나 토미코)
- 세인트 세이야Ω (메디아)
- 꽃의 시녀 고딕메이드 (나레이션)

2014년
- 악마의 리들 (유리 메이치)
- 가이스트 크래셔 (문라이트 츠쿠요미)

2015년
- 새벽의 연화 (기건)
- 간코레 (나레이션)
- GANGSTA. (지나 파울 클레이)
- Go! 프린세스 프리큐어 (디스피아)

2016년
- 소년 메이드(타카토리 카즈사)
- 배를 엮다(사사키 카오루)

2017년
- 제로에서 시작하는 마법의 서(소레나)
- 영광없는 천재들 (나레이션)

2018년
- 하쿠메이와 미코치 (료쿠비로)
- 사신짱 드롭킥 (나레이션)
- RErideD -시간을 넘는 데리다 (마레네)

2019년
- ACTORS -Songs Connection-（CEO）

2020년
- 아쿠다마 드라이브 (처형과 보스)
- 소말리와 숲의 신님 (イゾルダ)
- 이상한 과자가게 전천당(2020년 - 2021년、요토미)

### 극장판 애니메이션
1982년
- SPACE ADVENTURE 코브라（아마로이드 레이디)

1983년
- 시끌별 녀석들 온리 유(엘)

1984년
- 바람계곡의 나우시카 (크샤나)

1986년
- 그레이 - 디지털 타겟（羅阿羅）
- 더 휴머노이드 슬픔의 혹성 레자리아 (앙뜨와네트)

1987년
- 바츠&테리（抜刀恵）

1988년
- 에스퍼 마미 밤하늘의 댄싱 인형 (엄마)
- 기동전사 건담 역습의 샤아 (나나이 미겔)
- 기동전사 SD건담 (하만 칸)
- 메종일각 완결편 (쿠로키 사요코)

1989년
- SD전국전 칠인의 무사편（玖辺麗）
- 기동경찰 패트레이버 the Movie (나구모 시노부)
- 기동전사 SD건담 폭풍을 부르는 학원제 (하만 칸)

1990년
- 날아라! 호빵맨 용기의 꽃을 찾아서 (철화의 마키짱)

1991년
- 월광의 피어스 유메미와 은장미 기사단(冷泉寺貴緒)

1992년
- 기동전사 건담 역습의 사야 지온의 잔광 (하만 칸)

1993년
- 기동경찰 패트레이버2 the Movie (나구모 시노부)

1996년
- 은하철도999 이터널 판타지 (헬마사리아)

1998년
- 기동전사 건담 제08MS소대 밀러스 리포트 (톱)

1999년
- 체포하겠어 the MOVIE (키노시타 카오루코)
- 디지몬 어드벤처 (타이치 엄마)

2000년
- 기브리즈 (유카리)

2001년
- BLUE REMAINS（메이사믹）

2002년
- 미니패트 (나구모 시노부)

2004년
- 이노센스 (하라웨이)

2005년
- 기동전사 건담II A New Translation（2005년 - 2006년、하만 칸)
- 명탐정 코난: 수평선상의 음모 (아키요시 미나코)

2006년
- 다치쿠이시 열전 (사카키바라 요시코)

2008년
- GHOST IN THE SHELL / 공각기동대2.0（인형사)
- The Sky Crawlers（사사쿠라 토와)

2009년
- 극장판 교향시편 에우레카7 포켓이 무지개로 가득 (아네모네)

2010년
- 꿀벌 하치의 대모험 용기의 멜로디 (말벌여왕, 폰초 엄마, 블랑카의 엄마)

2012년
- 꽃의 시녀 고딕메이드 (나레이션)

2015년
- 극장판 PSYCHO-PASS 사이코패스（禾生壌宗）
- 하모니 (오스카 슈타우펜 벨크)
- 명탐정 코난: 화염의 해바라기（케이코 앤더슨)

2019년
- LAIDBACKERS-레이드배커스（바르바란)

### OVA
1983년
- 달로스(멜린다 하스트)

1985년
- 크림레몬4 POP♡CHASER (리오)
- 에리어88 (야스다 타와코)
- 가루이자와 신드롬(마쓰모토 가오루)
- GREED（ミマウ・カルーテル)
- 파이어 헌터 D (스네이크 걸)

1986년
- 트윙클 하트 은하계까지 닿지 않아(세시리안)
- 메가존 23 PARTII 비밀로 해・주・세・요（레이나)

1987년
- 바람과 나무의 시 SANCTUS -성스럽도다- (로즈마리아)
- 초수기신 단쿠가 GOD BLESS DANCOUGA (시키시마 레이미)
- 버블검 크라이시스 (시리아 스팅그레이)
- 블랙매직 M-66（시벨）
- LILY-C.A.T.（미스 캐롤라인)

1988년
- 에이스를 노려라!2 (류자키 레이카)
- 기동경찰 패트레이버 (나구모 시노부)
- Crying 프리마크（바구나구）

1989년
- 에이스를 노려라! 파이널 스테이지（류자키 레이카）
- 기동경찰 패트레이버 신시리즈（나구모 시노부）
- 기동전사 건0080 포켓속의 전쟁（선생님、제5화에서 공항에서 헤어진 남자에게 전화를 거는 여자)
- 은하영웅전설（ 프레데리카 그린힐）
- 크러셔 죠 최종병기 애쉬편 （타니아 소령）
- 클레오파트라D.C.（수수께끼의 여자）
- 사라만다（스테파니 엄마）

1990년
- 아리스 신화의 별자리 궁전 （헤라 / 쓰시마 야코）
- 암흑신전승 무신（사요코）
- SD건담 외전III 알가스의 기사단（시녀 하만 、주술사 큐베레이 / 메두사 큐베레이）
- 기동전사 SD건담 MARK-III（하만、玖辺麗）
- 기동전사 SD건담 MARK-V（큐베레이）
- CB캐릭 나가이고 월드（시레누）
- 사이버 시티OEDO808（사라）
- 데빌맨 요조사일렌편（시레누）
- 로도스도 전기（칼라 , 레일리아）

1991년
- 인페리우스 행성전사 외전 CONDITION GREEN（폴라 프레리）
- 기동전사 건담0083 STARDUST MEMORY（하만 칸）
- 새콤달콤 오랜지☆로드 루즈의 전언（마도카 엄마）
- 성전-RG VEDA-（가루라왕）
- 닌자용검전（사라）
- 버블검 크라이시스 !（시리아 스팅그레이）

1992년
- 천지무용! 양황귀

1993년
- 초시공세기 오거스02（미란）
- 난바 금융전 미나미의 제왕（마키코）

1995년
- GOLDEN BOY 방랑의 학업가（고쿠레의 여）

1996년
- 기동전사 건담 제08MS소대 (톱)
- 특무전대 샤인즈맨 (사카키바라 쿄코)
- BLUE SEED2 (마쓰시마 케이코)

1998년
- 파워돌 프로젝트α (데보라 휴즈)

1999년
- 태양의 배 소루비앙카 (훼부)

2001년
- Z.O.E 2167 IDOLO（레이첼 링크스)

2003년
- 기동신선조 불타라 검（오료）

2006년
- 공각기동대 STAND ALONE COMPLEX Solid State Society (카야부키 수상)
- HELLSING (인테그랄 페어브룩 윈게이츠 헬싱)

2008년
- COBRA THE ANIMATION（아마로이도 레이디）

2009년
- DARKER THAN BLACK -흑의 계약자-외전（빛）

2011년
- SUPERNATURAL: THE ANIMATION（미녀〈액셀〉）

### Web 애니메이션
2014년
- 봉쥬르 사랑맛 파티스리 (미나가와 나데시코)